# FK Spartak Kostroma
Maillots
Actualités
Le Spartak Kostroma (en russe : «Спартак» Кострома) est un club de football russe fondé en 1959 et basé à Kostroma.
Il évolue en troisième division russe depuis la saison 2022-2023.

## Histoire
Fondé en 1959 sous le nom Tekstilchtchik, le club est renommé dans un premier temps Tekmach en 1964 puis Zvolma-Spartak en 1967 avant d'adopter définitivement le nom de Spartak à partir de 1993.
Durant l'ère soviétique, le club évolue notamment en deuxième division lors des saisons 1981 et 1982.
Après la dissolution de l'Union soviétique, le club est intégré dans la nouvelle troisième division russe en 1992, dont il est relégué l'année suivante. Après quatre saisons en quatrième division, le Spartak retrouve le troisième échelon en 1998, où il évolue pendant vingt années d'affilée. Du fait du retrait de ses principaux sponsors et la fin du soutien financier du gouvernement de l'oblast de Kostroma, le Spartak est contraint de quitter la troisième division à la fin de la saison 2017-2018 et est dissous dans la foulée par les autorités qui décident de fusionner ce qu'il en reste avec l'autre équipe locale du Dinamo pour former le FK Kostroma. Ce nouveau club évolue une saison au quatrième échelon avant de reprendre l'identité du Spartak en 2019.
Le 9 juin 2022, le Spartak parvient à obtenir une licence professionnelle lui permettant de reprendre part à la troisième division à partir de la saison 2022-2023.

## Bilan sportif

### Classements en championnat
La frise ci-dessous résume les classements successifs du club en championnat d'Union soviétique.
La frise ci-dessous résume les classements successifs du club en championnat de Russie.

### Bilan par saison
Légende
- Promotion en division supérieure
- Relégation en division inférieure

#### Période soviétique
| Saison | Championnat | Championnat | Championnat | Championnat | Championnat | Championnat | Championnat | Championnat | Championnat | Championnat | Coupe d'URSS        |
| Saison | Division    | Pos         | Pts         | J           | V           | N           | D           | BP          | BC          | Diff        | Coupe d'URSS        |
| ------ | ----------- | ----------- | ----------- | ----------- | ----------- | ----------- | ----------- | ----------- | ----------- | ----------- | ------------------- |
| 1960   | 2e Russie 2 | 14e         | 17          | 28          | 6           | 5           | 17          | 30          | 60          | -30         | —                   |
| 1961   | 2e Russie 1 | 8e          | 22          | 24          | 9           | 4           | 11          | 29          | 37          | -8          | Deuxième tour Q     |
| 1962   | 2e Russie 1 | 7e          | 32          | 32          | 12          | 8           | 12          | 37          | 37          | 0           | Deuxième tour Q     |
| 1963   | 3e Russie 2 | 2e          | 43          | 32          | 14          | 15          | 3           | 40          | 24          | +16         | Quatrième tour Q    |
| 1964   | 3e Russie 1 | 6e          | 37          | 32          | 12          | 13          | 7           | 47          | 37          | +10         | Deuxième tour       |
| 1965   | 3e Russie 1 | 14e         | 29          | 34          | 9           | 11          | 14          | 38          | 50          | -12         | Huitièmes de finale |
| 1966   | 3e Russie 2 | 2e          | 46          | 34          | 17          | 12          | 5           | 44          | 24          | +20         | Deuxième tour Q     |
| 1967   | 3e Russie 2 | 2e          | 48          | 36          | 18          | 12          | 6           | 47          | 25          | +22         | Troisième tour Q    |
| 1968   | 3e Russie 2 | 2e          | 53          | 38          | 20          | 13          | 5           | 48          | 20          | +28         | Deuxième tour Q     |
| 1969   | 3e Russie 2 | 5e          | 42          | 34          | 14          | 14          | 6           | 44          | 29          | +15         | —                   |
| 1970   | 4e Russie 1 | 2e          | 45          | 32          | 18          | 9           | 5           | 55          | 21          | +34         | —                   |
| 1971   | 3e Zone 4   | 3e          | 43          | 38          | 14          | 15          | 9           | 47          | 32          | +15         | —                   |
| 1972   | 3e Zone 4   | 14e         | 34          | 36          | 12          | 10          | 14          | 41          | 53          | -12         | —                   |
| 1973   | 3e Zone 4   | 1er         | 46          | 34          | 21          | 8           | 5           | 63          | 27          | +36         | —                   |
| 1974   | 3e Zone 2   | 14e         | 34          | 38          | 10          | 14          | 14          | 37          | 47          | -10         | —                   |
| 1975   | 3e Zone 2   | 6e          | 42          | 34          | 17          | 8           | 9           | 51          | 30          | +21         | —                   |
| 1976   | 3e Zone 3   | 16e         | 29          | 40          | 10          | 9           | 21          | 52          | 63          | -11         | —                   |
| 1977   | 3e Zone 1   | 8e          | 43          | 40          | 17          | 9           | 14          | 49          | 42          | +7          | —                   |
| 1978   | 3e Zone 1   | 8e          | 53          | 46          | 20          | 13          | 13          | 62          | 51          | +11         | —                   |
| 1979   | 3e Zone 1   | 6e          | 59          | 46          | 25          | 9           | 12          | 61          | 36          | +25         | —                   |
| 1980   | 3e Zone 1   | 1er         | 57          | 36          | 26          | 5           | 5           | 59          | 17          | +42         | —                   |
| 1981   | 2e          | 12e         | 44          | 46          | 16          | 16          | 14          | 49          | 50          | -1          | Phase de groupes    |
| 1982   | 2e          | 22e         | 17          | 42          | 4           | 9           | 29          | 18          | 77          | -59         | Phase de groupes    |
| 1983   | 3e Zone 1   | 3e          | 41          | 30          | 16          | 9           | 5           | 48          | 24          | +24         | —                   |
| 1984   | 3e Zone 1   | 6e          | 40          | 32          | 15          | 10          | 7           | 52          | 33          | +19         | —                   |
| 1985   | 3e Zone 1   | 8e          | 38          | 32          | 14          | 10          | 8           | 40          | 27          | +13         | —                   |
| 1986   | 3e Zone 1   | 7e          | 36          | 30          | 13          | 10          | 7           | 45          | 34          | +11         | —                   |
| 1987   | 3e Zone 1   | 6e          | 41          | 32          | 17          | 7           | 8           | 56          | 35          | +21         | —                   |
| 1988   | 3e Zone 1   | 6e          | 44          | 38          | 18          | 8           | 12          | 57          | 39          | +18         | —                   |
| 1989   | 3e Zone 1   | 13e         | 39          | 42          | 13          | 13          | 16          | 50          | 52          | -2          | —                   |
| 1990   | 4e Zone 6   | 10e         | 29          | 32          | 11          | 7           | 14          | 35          | 36          | -1          | —                   |
| 1991   | 4e Zone 6   | 17e         | 31          | 42          | 9           | 13          | 20          | 27          | 57          | -30         | —                   |

#### Période russe
| Saison    | Championnat    | Championnat | Championnat | Championnat | Championnat | Championnat | Championnat | Championnat | Championnat | Championnat | Coupe de Russie     |
| Saison    | Division       | Pos         | Pts         | J           | V           | N           | D           | BP          | BC          | Diff        | Coupe de Russie     |
| --------- | -------------- | ----------- | ----------- | ----------- | ----------- | ----------- | ----------- | ----------- | ----------- | ----------- | ------------------- |
| 1992      | 3e Zone 4      | 17e         | 27          | 38          | 9           | 9           | 20          | 35          | 58          | -23         | —                   |
| 1993      | 3e Zone 5      | 13e         | 21          | 30          | 9           | 3           | 18          | 30          | 40          | -10         | Quatrième tour      |
| 1994      | 4e Zone 4      | 11e         | 14          | 24          | 5           | 4           | 15          | 19          | 41          | -22         | Premier tour        |
| 1995      | 4e Zone 4      | 8e          | 28          | 24          | 7           | 7           | 10          | 26          | 30          | -4          | Premier tour        |
| 1996      | 4e Zone 4      | 15e         | 23          | 30          | 5           | 8           | 17          | 20          | 52          | -32         | Deuxième tour       |
| 1997      | 4e Zone 4      | 15e         | 38          | 36          | 10          | 8           | 18          | 30          | 48          | -18         | Deuxième tour       |
| 1998      | 3e Ouest       | 19e         | 32          | 40          | 8           | 8           | 24          | 40          | 83          | -43         | Premier tour        |
| 1999      | 3e Ouest       | 18e         | 33          | 38          | 8           | 9           | 21          | 35          | 75          | -40         | Troisième tour      |
| 2000      | 3e Ouest       | 16e         | 37          | 36          | 9           | 10          | 17          | 33          | 60          | -27         | Deuxième tour       |
| 2001      | 3e Ouest       | 14e         | 43          | 38          | 10          | 13          | 15          | 39          | 54          | -15         | Troisième tour      |
| 2002      | 3e Ouest       | 17e         | 29          | 38          | 8           | 5           | 25          | 24          | 67          | -43         | Premier tour        |
| 2003      | 3e Ouest       | 10e         | 46          | 36          | 9           | 19          | 8           | 29          | 27          | +2          | Deuxième tour       |
| 2004      | 3e Ouest       | 12e         | 34          | 32          | 7           | 13          | 12          | 35          | 41          | -6          | Premier tour        |
| 2005      | 3e Ouest       | 10e         | 44          | 32          | 11          | 11          | 10          | 32          | 27          | +5          | Cinquième tour      |
| 2006      | 3e Ouest       | 3e          | 60          | 34          | 17          | 9           | 8           | 50          | 33          | +17         | Huitièmes de finale |
| 2007      | 3e Ouest       | 5e          | 49          | 30          | 15          | 4           | 11          | 34          | 25          | +9          | Deuxième tour       |
| 2008      | 3e Ouest       | 4e          | 66          | 36          | 18          | 12          | 6           | 65          | 29          | +36         | Deuxième tour       |
| 2009      | 3e Ouest       | 3e          | 67          | 36          | 19          | 10          | 7           | 47          | 27          | +20         | Quatrième tour      |
| 2010      | 3e Ouest       | 13e         | 38          | 32          | 10          | 8           | 14          | 29          | 37          | -8          | Quatrième tour      |
| 2011-2012 | 3e Ouest       | 2e          | 89          | 45          | 26          | 11          | 8           | 62          | 30          | +32         | Troisième tour      |
| 2011-2012 | 3e Ouest       | 2e          | 89          | 45          | 26          | 11          | 8           | 62          | 30          | +32         | Deuxième tour       |
| 2012-2013 | 3e Ouest       | 8e          | 40          | 26          | 11          | 7           | 8           | 24          | 20          | +4          | Deuxième tour       |
| 2013-2014 | 3e Ouest       | 12e         | 36          | 32          | 10          | 6           | 16          | 31          | 33          | -2          | Premier tour        |
| 2014-2015 | 3e Ouest       | 13e         | 28          | 30          | 7           | 7           | 16          | 26          | 39          | -13         | Premier tour        |
| 2015-2016 | 3e Ouest       | 6e          | 47          | 28          | 14          | 5           | 9           | 42          | 33          | +9          | Deuxième tour       |
| 2016-2017 | 3e Ouest       | 5e          | 43          | 26          | 11          | 10          | 5           | 39          | 22          | +17         | Premier tour        |
| 2017-2018 | 3e Ouest       | 5e          | 43          | 26          | 12          | 7           | 7           | 34          | 26          | +8          | Deuxième tour       |
| 2018      | 4e Anneau d'or | 4e          | 19          | 14          | 6           | 1           | 7           | 14          | 29          | -15         | —                   |
| 2019      | 4e Anneau d'or | 8e          | 7           | 16          | 2           | 1           | 13          | 16          | 47          | -31         | —                   |
| 2020      | 4e Anneau d'or | 9e          | 3           | 16          | 1           | 0           | 15          | 9           | 42          | -33         | —                   |
| 2022-2023 | 3e Groupe 2    | 3e          | 38          | 22          | 11          | 5           | 6           | 31          | 22          | +9          | 64es de finale      |
| 2023-2024 | 3e Or          | 10e         | 13          | 18          | 3           | 4           | 11          | 13          | 25          | -12         | 128es de finale     |